# Brankica Mihajlović
Brankica Mihajlović est une joueuse bosnienne de volley-ball née le 13 avril 1991 à Brčko. Elle mesure 1,91 m et joue au poste de réceptionneuse-attaquante. Elle a totalisė 6 sélections en équipe de Bosnie-Herzégovine. Depuis mai 2012, elle est sélectionnée dans l'équipe de Serbie. Elle totalise 98 sélections en équipe de Serbie. 

## Clubs
| Club                       | De        | À         |
| -------------------------- | --------- | --------- |
| VC Jedinstvo Brcko         | 2006-2007 | 2008-2009 |
| VBC Voléro Zurich          | 2009-2010 | 2010-2011 |
| Hyundai Hillstate          | 2011-2012 | 2011-2012 |
| Racing Club de Cannes      | 2012-2013 | 2012-2013 |
| Rio de Janeiro Volêi Clube | 2013-2014 | 2013-2014 |
| VBC Voléro Zurich          | nov 2014  | déc 2014  |
| Hisamitsu Springs          | 2014-2015 | 2014-2015 |
| Fenerbahçe İstanbul        | 2015-2016 | 2015-2016 |
| Tianjin Volleyball         | 2016-2017 | 2016-2017 |
| JT Marvelous               | 2017-2018 | 2018-2019 |
| Fenerbahçe İstanbul        | 2019-2020 | …         |

## Palmarès

### Équipe nationale
- Jeux olympiques
  -  2016 à Rio de Janeiro.
- Championnat du monde
  - Vainqueur : 2018.
- Championnat d'Europe
  - Vainqueur : 2017, 2019.
- Coupe du monde
  - Finaliste : 2015.

### Clubs
- Championnat du monde des clubs
  - Finaliste : 2013.
- Championnat de Suisse (2)
  - Vainqueur: 2010, 2011.
- Coupe de Suisse (2)
  - Vainqueur: 2010, 2011.
- Supercoupe de Suisse (2)
  - Vainqueur : 2010, 2011.
- Championnat de France (1)
  - Vainqueur : 2013.
- Coupe de France (1)
  - Vainqueur : 2013.
- Championnat du Brésil
  - Vainqueur : 2014.
- V Première Ligue
  - Finaliste : 2015, 2018.
- Coupe de l'impératrice
  - Vainqueur :  2014.
- Championnat de Turquie
  - Finaliste : 2016.
- Supercoupe de Turquie
  - Vainqueur: 2015.

### Distinctions individuelles
- Grand Prix mondial de volley-ball 2013 : Meilleure réceptionneuse-attaquante.
- Coupe du monde de volley-ball féminin 2015: Meilleure réceptionneuse-attaquante[3].
- Jeux olympiques d'été de 2016: Meilleure réceptionneuse-attaquante[4].
- Championnat d'Europe de volley-ball féminin 2017: Meilleure réceptionneuse-attaquante[5].
- Championnat d'Europe de volley-ball féminin 2019: Meilleure réceptionneuse-attaquante.